# Spilosoma pilosa
Lemyra pilosa là một loài bướm đêm thuộc phân họ Arctiinae, họ Erebidae.